# Mikuláš Kozař z Kozařova
Mikuláš Kozař z Kozařova (okolo 1550 Slezsko – 1616 Klášter Hradiště sv. Hippolita u Znojma) byl původem slezský nižší šlechtic, člen řádu křižovníků s červenou hvězdou, humanista, astronom, latinsky píšící spisovatel, dlouholetý probošt křížovnického kláštera Hradiště sv. Hippolita nedaleko Znojma.

## Životopis
Narodil se do nižší šlechtické rodiny Kozařů z Kozařova ve Slezsku. Vystudoval matematiku a astronomii na Jagellonské univerzitě v Krakově. Vstoupil do řádu křižovníků s červenou hvězdou a následně se přesunul do českých zemí. Vedle církevních učení se zabýval též vědou, především astronomií. Po jistou dobu působil na dvoře Rudolfa II. na Pražském hradě. V květnu roku 1585 byl jmenován proboštem křížovnického kláštera Hradiště sv. Hippolita. Ve funkci nahradil zemřelého Petra Medka z Mohelnice a působil zde pak až do své smrti. Ve zdejším kostele sv. Hippolita financoval roku 1600 zřízení náhrobku svého bratra Jana Kozaře z Kozařova a jeho manželky Anny.
Byl autorem několika latinských děl, mj. spisu Ephemerides.
Zemřel roku 1616, patrně v klášteře Hradiště, kde byl nejspíše také pohřben.